# مونتيسوري في الهند
أصبحت مونتيسوري في الهند شائعة عندما أجبرت ماريا مونتيسوري، مؤسس منهج مونتيسوري، على البقاء في الهند خلال الحرب العالمية الثانية.

## التاريخ
بدأت أعمال ماريا مونتيسوري في الهند بوصولها إلى هناك في عام 1939، واستمرت من خلال ممثليها، جوستن وسوامي، قبل أن تنتشر أكثر. في عام 1939، وجهت الجمعية الهندية الفلسفية دعوة إلى مونتيسوري، قبلت الدعوة ووصلت إلى الهند في نفس العام. أقامت مع ابنها ماريو في أديار وتشيناي.
في عام 1940، عندما دخلت الهند الحرب العالمية الثانية، اعتُقلت مونتيسوري وابنها كأجانب أعداء في الهند، لكن سُمح لماريا بإجراء دورات تدريبية. تم إجراء ستة عشر دورة خلال هذا الوقت، مما أدى إلى خلق قاعدة قوية للغاية لطريقتها هنالك. في عام 1947، عادت إلى أوروبا لفترة وجيزة. وعادت مونتيسوري إلى الهند للمرة الثانية في نفس العام لإجراء بضع دورات إضافية تم عقدها في تشيناي وبونه وأحمد آباد وكراتشي.

## دورات مونتيسوري الهندية (IMTC)
تم إنشاء منظمة باسم دورات تدريب مونتيسوري الهندية وتعرف اختصارًا باسم (IMTC) في عام 1949. وكانت المنظمة مُمثلة من جوستن وسوامي. انتقلت الدورة من مدينة إلى أخرى حتى تقاعد سوامي في عام 1990. تم دعوة الطلاب السابقين من التدريبات السابقة العاملة في المنطقة ليكونوا مساعدين.

## المعهد الهندي لدراسات مونتيسوري (IIMS)
قام مركز مونتيسوري الهندي بدعوة راجيندرا غوبتا لإجراء دورة تدريب أساسي على مونتيسوري في بنغالور في عام 1996. وكانت هذه الدورة الأولى من نوعها التي تُجرى في الهند بعد مغادرة مونتيسوري البلاد. ومع ذلك، توقفت الدورة بعد هذا العام.

## الناس وراء حركة مونتيسوري في الهند

### ألبرت جوستن
ألبرت جوستن، مدرب مونتيسوري الشهير، تدرب من قِبل مونتيسوري في عام 1934. عمل في مدارس مونتيسوري في برلين وأمستردام ولندن ولارين (هولندا) وساعد ماريا وابنها ماريو مونتيسوري في الدورات التدريبية الدولية والمؤتمرات في جميع أنحاء أوروبا. في عام 1949، عُيِّن مديراً لدورات تدريب مونتيسوري الهندية، شارك جوستن في تأسيس مركز تدريب للمعلمين في كولومبو (سريلانكا) في عام 1957. في عام 1973، تم تعيينه، نيابة عن جمعية مونتيسوري الدولية، مدير مركز مونتيسوري للتدريب في مينيسوتا، الولايات المتحدة الأمريكية. كان مدير جميع هذه المراكز التدريبية حتى وفاته عام 1980. أجرى جوستن ورش عمل ومحاضرات في الهند والولايات المتحدة وكندا وعدة دول أوروبية وتحدث في العديد عن مؤتمرات مونتيسوري الدولية. في أوروبا والولايات المتحدة الأمريكية. قام بترجمة وتعاون مع ترجمة العديد من كتب مونتيسوري باللغات الإنجليزية والهولندية والألمانية والبرتغالية. استمر في منصب مدير IMTC حتى وفاته في عام 1980.

### س. ر. سوامي
س. ر. سوامي تدرب مع مونتيسوري في كوديكانال. كان يعمل في العديد من المدارس في الهند حتى عام 1951. وكان مساعدًا أولًا لجوستين ومدربًا في دورات تدريب مونتيسوري الهندية من 1951 إلى 1980. وأصبح مدير التدريب من 1980 إلى 1990.

## ردود من المنظمات الأخرى
أصبحت العديد من المؤسسات تدرك قيمة مبادئها. أصبحت المفاهيم مثل الأساليب «المتمحورة حول الطفل» و«القائمة على النشاط» و«المستندة إلى الاكتشافات» رائجة مع العديد من المؤسسات التعليمية، التي تديرها المنظمات غير الحكومية والحكومية. ومع ذلك، كان هناك طفرة ملحوظة في النمو والتنمية في مجال مونتيسوري في الهند.

## روابط خارجية
1. مركز مونتيسوري الهندي (IMC) 3. IIMS 4. IMA